# 투하
투하(Thu Hà, 1969년 ~ )는 베트남의 영화 배우이다.